# SMS Lissa (1871)
SMS Lissa byla kasematová obrněná loď Rakousko-uherského námořnictva. Ve službě byla v letech 1871–1892. Byla první postavenou rakousko-uherskou kasematovou lodí.

## Stavba

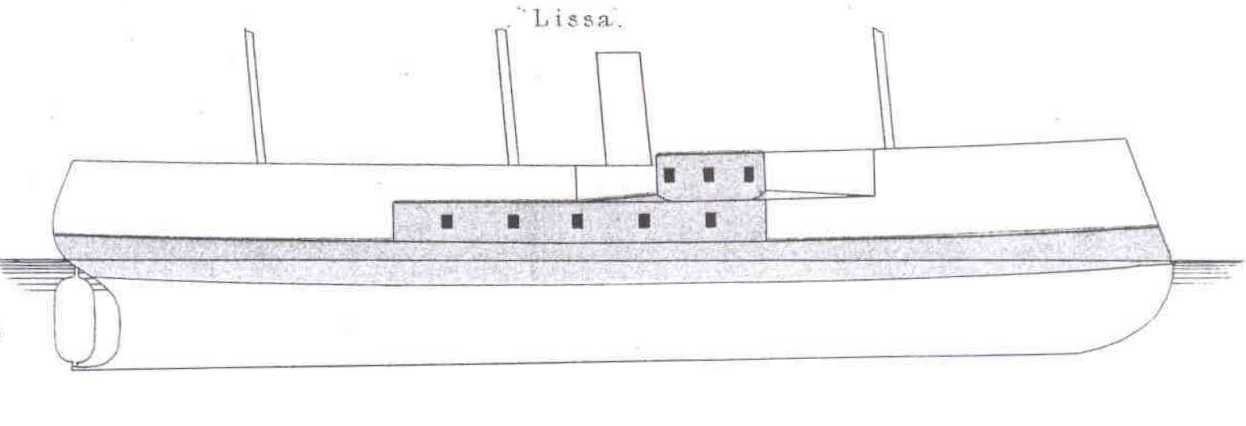
Základní uspořádání plavidla

Plavidlo postavila loděnice Stabilimento Tecnico Triestino v Terstu. Kýl lodi byl založen 27. června 1867, trup lodi byl spuštěn na vodu 25. února 1869 a hotová obrněná loď byla do služby přijata v květnu 1871.

## Konstrukce
Plavidlo mělo dřevěný trup, který na vybraných místech chránilo pancéřování. Bylo vyzbrojeno dvanácti 229mm kanóny Krupp, čtyřmi 8liberními kanóny a dvěma 3liberními kanóny. Trup plavidla byl navíc opatřen klounem. Pohonný systém tvořilo sedm kotlů a jeden dvouválcový horizontální parní stroj o výkonu 3619 ihp, pohánějící jeden lodní šroub. Pomocnou roli hrálo oplachtění o ploše 3112 m2. Nejvyšší rychlost dosahovala 12,83 uzlu.

### Modifikace
Od roku 1881 plavidlo neslo dvanáct 229mm kanónů Krupp, čtyři 9cm kanóny, dva 7cm kanóny, tři revolverové 47mm kanóny a dva pětihlavňové 25mm kanóny Nordenfeldt. Oplachtění bylo roku 1886 redukováno na 1404 m2.

## Služba
Roku 1892 bylo plavidlo vyřazeno a následně sešrotováno.